# Appetzhofen

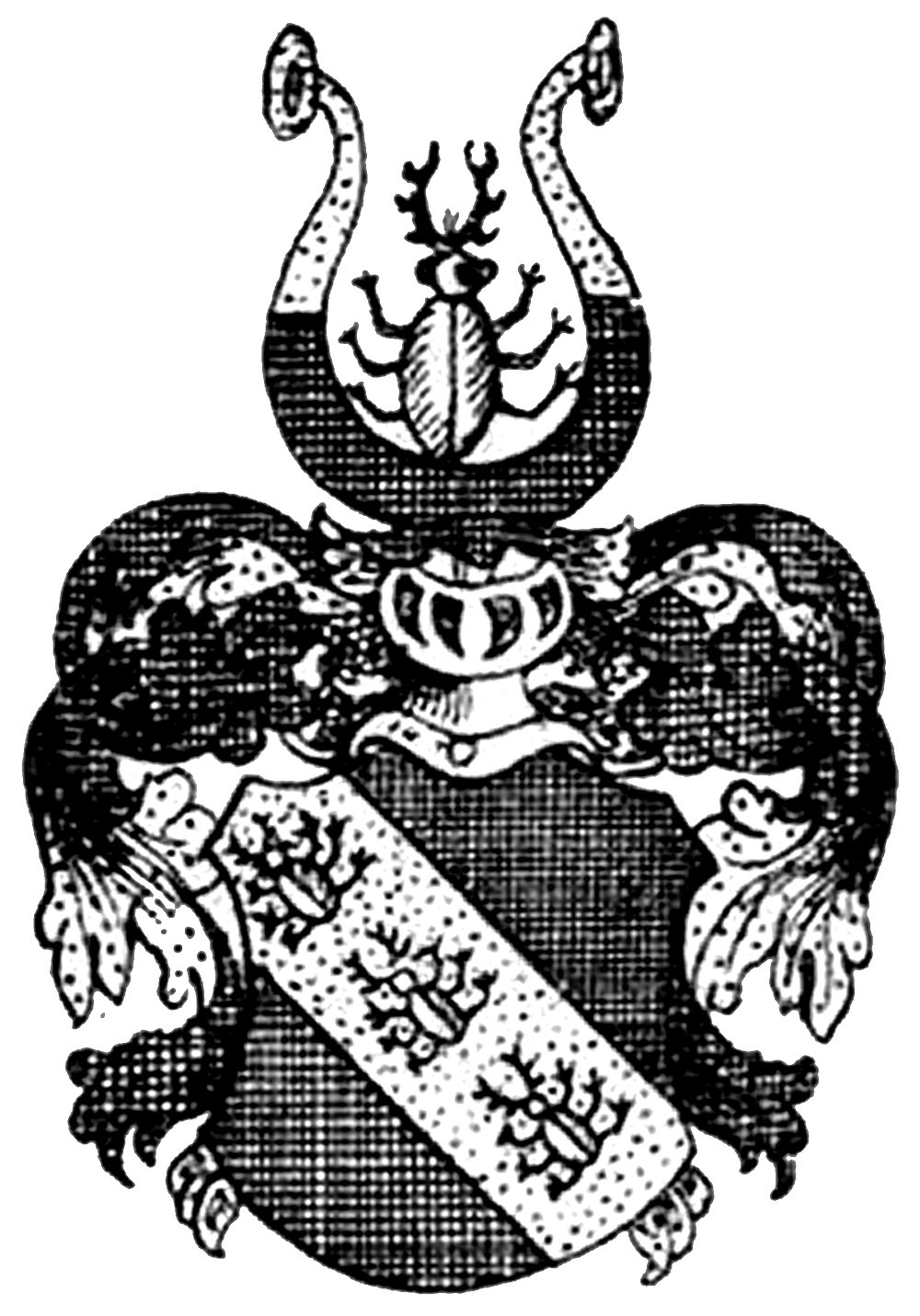
Wappen des Adelsgeschlechts Appetzhofen

Das Geschlecht von Appetzhofen war ein vorderösterreichisches Adelsgeschlecht, welches zumindest zeitweise in Waldshut ansässig war.

## Geschichte
Nach dem K.K. Adelsarchiv in Wien verlieh Kaiser Karl V. Paul von Appetzhofen den rittermäßigen Adel mit Wappen.
Ferdinand von Appetzhofen und Joachim von Heggelbach wurden 1527 als Vettern bezeichnet. Paul von Appetzhofen, der Vater von Anna Maria, der Ehefrau des Johannes Christoph Feldmann, war 1562 Obervogt in Reichenau. 1570 bis 1573 trat Paul von Appetzhofen als Verwalter der Landvogtei Schwaben in Altdorf auf. Zumindest zeitweise hatten die Herren von Appetzhofen ihren Sitz in Waldshut. Ihre gemeinsame Tochter Anna Maria Feldmann war mit Adam Schäfer verheiratet, einer Nebenlinie der Herren Geben.

## Rosenkranzbruderschaft

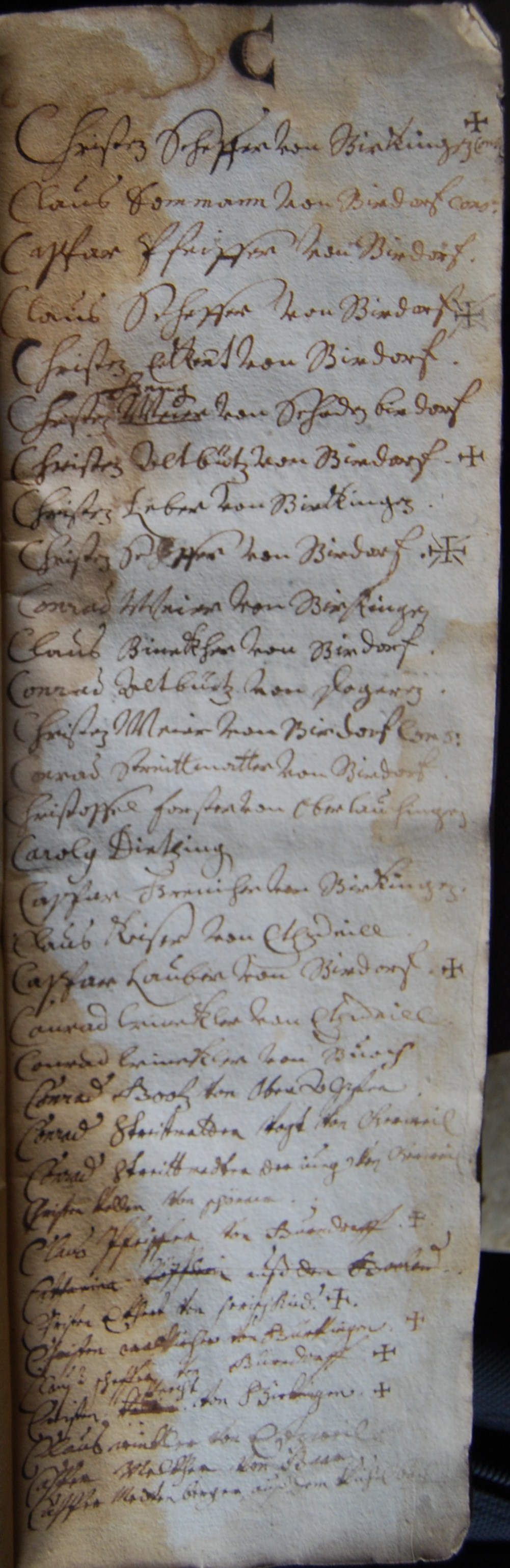
Auszug Mitgliederverzeichnis der Rosenkranzbruderschaft

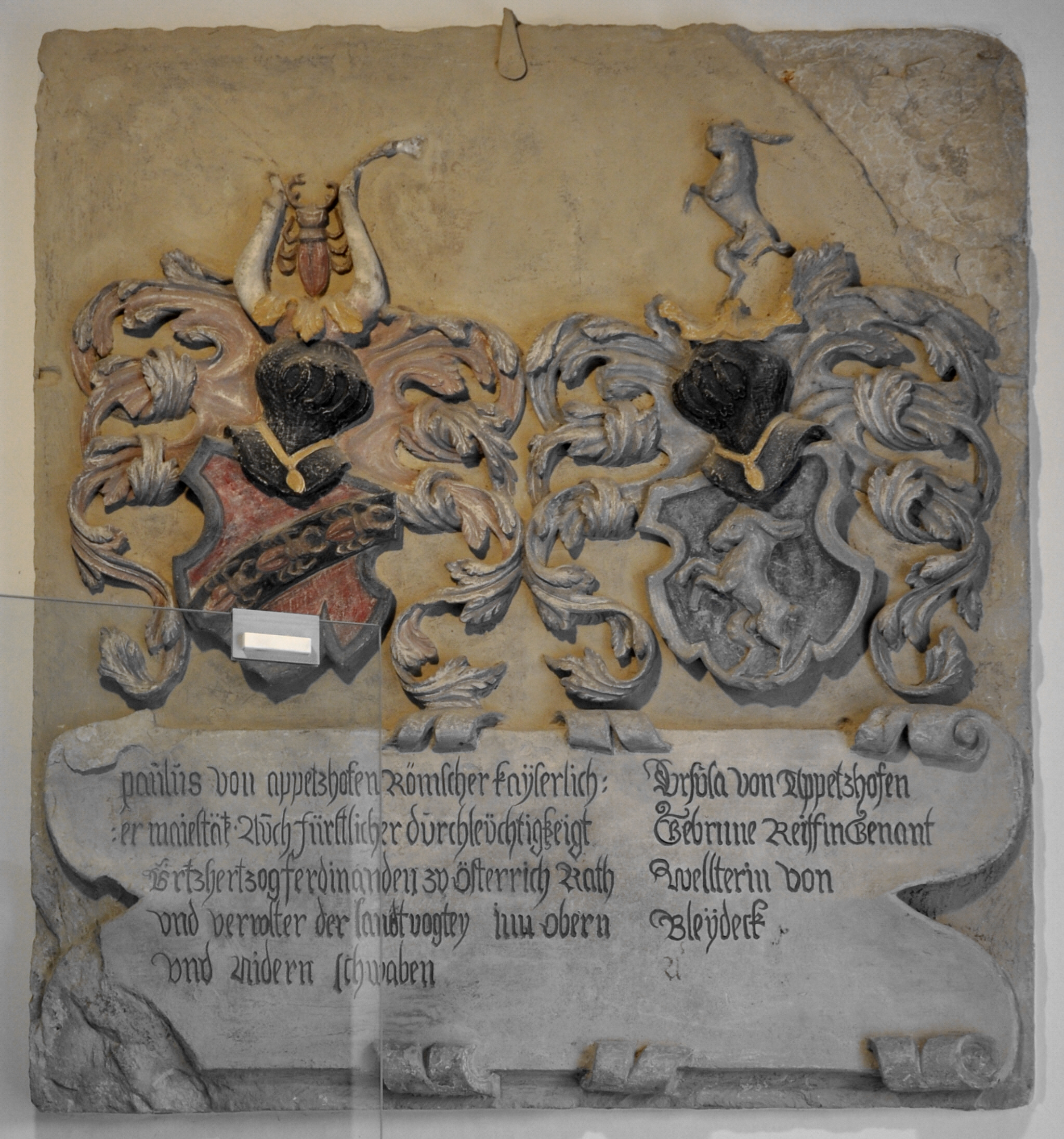
Wappen Appetzhofen links im Bild

Auf Bitten des Waldvogts Konrad von Altendorff zu Neuwenhusen, Jakob Appenzeller, Johann Christopf Feltmann, und des Junkers Balthasar von Steinbockh (wohl Steinbach) wurde am 24. Januar 1628 beim Magister generalis Ordinis Praedicatorum, Franciscus Seraphinus Siccus zu Rom, ersucht in der Pfarrkirche von Birndorf eine Rosenkranzbruderschaft einzuführen. Zu deren Mitgliedern zählte fast der gesamte Adel der Umgebung wie Konrad von Altendorf und seine Gemahlin Maria von Breittenlandenberg, Jakob von Schönau und seine Gemahlin Margaretha von Reinach, Johannes Franz von Schönau, Dietrich von Schönau, Johann Kaspar von Schönau, Martin von Haideckh, Ursula Holdermännin von Holderstein, Margaretha von Homburg, geboren von Breittenlandenberg, Christoph Jakob von Mandach, Eva von Mandach, geborene von Haideckh, Lorenz zu Rhein, Maria Agnes zu Rhein, geborene von Rosenbach, Melchior zu Rhein, Johann Balthasar von Steinbockh, Juliana von Steinbockh, geborene von Haideckh, Margaretha von Appetzhofen, geborene Eglossin von Zell, Johannes Christoph Feltmann, Anna Maria Feltmann, geborene von Appetzhofen, Johann Ludwig Feltmann, Christian Schäfer, Nicolaus Schäfer, Johann Jakob Schuler, Georg Hattenbach, Christoph Straubhaar, Christoph Tschudi von Wasserstelz, Friedrich Straubhaar, Franz Ignaz Anton Joseph von Schönau, Franz Christoph Tschudi von Glarus, Franz Augustin Fridolin von Schönau, Georg Sebastian Reinhard von Kagenegg, Waldvogteiamstmeister Feinlin, Johannes Franz Joseph von Schönau, Johann Ulrich Hug von Winterbach, Johann Christoph Straubhaar, Schaffner des Königsfelder Hofs, Johann Heinrich Hermann von Kagenegg, Johann Leopold von Wittenbach und andere.

## Wappen
Das Wappen der Freiherren von Appetzhofen zeigt einen mit drei Schrötern natürlicher Farbe belegter goldener Schrägbalken; auf dem Stechhelm mit schwarz-goldenen Decken ein Schröter zwischen zwei Gold über Schwarz geteilten Büffelhörner.